# Femtosekundenlaser-Kataraktoperation

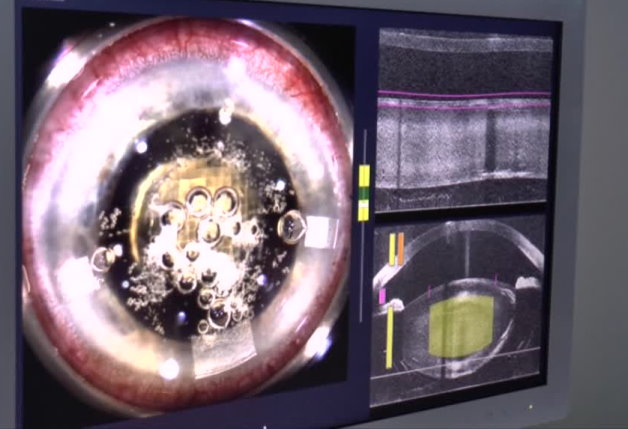
Kontrollbildschirm (LenSx Alcon)

Die Femtosekundenlaser-Kataraktoperation ist ein augenheilkundliches, chirurgisches Verfahren zur lasergestützten Operation des Grauen Stars (Katarakt). Die Bezeichnung dieses Eingriffs ist nicht vereinheitlicht. Es sind auch Akronyme wie ReLACS (refraktive laser-assisted cataract surgery), FLACS (femtosecond laser-assisted cataract surgery) und FALCS (femtosecond-assisted laser cataract surgery) gebräuchlich. Ursprünglich wurde die Femtosekundenlaser-Technik seit dem Jahre 2001 im Bereich der refraktiven Chirurgie (LASIK) eingesetzt, dann aber zu einem hochpräzisen Instrument für die Katarakt-Operation weiterentwickelt.
Die Katarakt-Chirurgie stellte vor gut 10 Jahren mit circa 19 Millionen Eingriffen jährlich die häufigste chirurgische Intervention weltweit dar. Die Weltgesundheitsorganisation (WHO) schätzte, dass die Anzahl bis zum Jahre 2020 auf 32 Millionen steigen wird. Der Grund hierfür liegt in der Annahme, dass sich die Bevölkerungsanzahl der über 65-Jährigen zwischen 2000 und 2020 verdoppeln wird. Zwischenzeitlich wird die Anzahl der durchgeführten Katarakt-Operationen mit über 30 Millionen beziffert. Der Einsatz des Femtosekundenlasers bietet bei der Katarakt-Operation die Möglichkeit einer präziseren Durchführung bei gleichzeitiger Reduzierung von operativen Risiken.
Unter der Voraussetzung, dass künftig eine deutliche Kostenreduzierung und Steigerung der Ergebnisqualität erreicht wird, wird dem neuen Verfahren ein erhebliches wirtschaftliches Entwicklungspotential und Konkurrenzfähigkeit innerhalb der medizinischen Versorgung auch gesetzlich Versicherter zugesprochen.

## Methodik der Femtosekundenlaser-Kataraktoperation
Ein Femtosekundenlaser arbeitet mit Infrarot-Lichtimpulsen im Bereich von Femtosekunden (Billiardstelsekunden, 1 fs = 10−15 s = 0,000.000.000.000.001 s). Durch eine starke Fokussierung (kleiner Lichtpunkt) entstehen hohe Intensitäten im Fokuspunkt. Bei kurzer Pulsdauer werden pro Puls geringe Energiemengen eingesetzt.
Dadurch wird das Gewebe auf atomarer Ebene durch die Umwandlung von Laserenergie in mechanische Energie (Photodisruption) getrennt. Sehr kurze Wechselwirkungszeiten verhindern thermische Schäden, und das Gewebe wird geschont.
Durch die hohe Energiedichte bilden sich tausende von Luftbläschen aus Wasser und Kohlendioxid, welche das Gewebe an vorher exakt berechneten Stellen trennen, dies in der Regel ohne Verletzung oder sonstige Gewebeschädigung.
Ein 3D-Bildgebungsverfahren unterstützt den Femtosekundenlaser-assistierten Eingriff. Mittels optischer Kohärenztomografie (OCT), einem bildgebenden Verfahren mit ultraschallähnlichen Bildern, werden Strukturen des Auges wie die Linse und die Hornhaut im Mikrometerbereich abgebildet. Auf dieser Grundlage kann die Einwirkung des Lasers genau dargestellt und geführt werden.
Der gesamte Eingriff erfolgt in zwei auch räumlich voneinander getrennten Abschnitten. Nachdem der Patient in einem separaten Behandlungsraum liegend unter dem Lasergerät platziert worden ist, führt der Laser die ersten und wichtigsten Operationsschritte durch:
- computergesteuerter, stufenförmiger Schnitt durch die Hornhaut als Zugang in das Auge,
- computergesteuerte Öffnung der Linsenkapsel,
- Zerteilung der getrübten Linse.

Im nächsten Operationsabschnitt erfolgen dann die weiteren Schritte in einem sterilen Operationssaal. Zunächst werden die Zugänge in das Auge vollständig mit einem stumpfen Instrument eröffnet. Auch das Absaugen der zerteilten Linse und das Einsetzen der Kunstlinse werden hier weiterhin manuell durch den Operateur durchgeführt.

## Vorteile der Operationsmethode
Gegenüber der seit mehr als 40 Jahren etablierten manuellen Katarakt-Operation stellt die Femtosekundenlaser-assistierte Operationsmethode eine Weiterentwicklung dar. Der Eingriff kann schonender und mit weniger Komplikationen durchgeführt werden. Die Wundheilung wird dadurch begünstigt.
Eine Modifikation an den Laserparametern erlaubt eine individuelle Anpassung der Operation.
Mittels des Femtosekundenlasers wird eine präzisere, kreisrunde Eröffnung der Linsenkapsel erreicht, welche relevant ist für eine zentrale Linsenpositionierung. Ein Einreißen der Kapsel mit dem Risiko des Abrutschens der Kunstlinse soll so reduziert werden.
Weiterhin zeigen so behandelte Augen niedrigere Aberrationen. Insbesondere für den Einsatz von Premium-Kunstlinsen bietet eine präzisere Eröffnung der Linsenkapsel bessere Voraussetzungen.
Durch ein selbstschließendes Schnittprofil in der Hornhaut wird zum einen eine schnellere Wundheilung begünstigt, zum anderen das Risiko einer durch den Operateur hervorgerufenen neuerlichen Verkrümmung der Hornhaut entgegengewirkt.
Durch den Einsatz des Femtosekundenlasers wird eine deutlich bessere Prognose, Reproduzierbarkeit und Genauigkeit des Operationsergebnisses im Sinne einer Brillenunabhängigkeit ermöglicht.
Die Reduktion der benötigten Ultraschallenergie gegenüber der Standard-Katarakt-Operation führt zu einer Schonung des umliegenden Gewebes, insbesondere zu einer geringeren Belastung des Hornhautendothels, und folglich zu weniger Komplikationen nach der OP. Eine Reduktion der benötigten Energie um etwa 50 % wird in der Literatur beschrieben.
Während des Eingriffs besteht zusätzlich die Option der Korrektur einer Hornhautverkrümmung (Astigmatismus) durch oberflächliche Laserschnitte in die Hornhaut (antiastigmatische Entlastungsschnitte). Damit wird ebenfalls eine postoperative Verbesserung des Rohvisus (Sehschärfe ohne Brillen- oder Kontaktlinsenkorrektur) möglich.
Bei Augen mit weiteren Begleiterkrankungen wie Pseudoexfoliationssyndrom oder Hornhautdystrophien kann die Femtosekundenlaser-gestützte Technik Operationsrisiken verringern.

## Nachteile und Risiken der Anwendung
Das Operationsergebnis ist gerade auch bei neuen Verfahren abhängig von der Erfahrung des Operateurs, mithin von der Anzahl seiner bereits durchgeführten Eingriffe. Für besondere Patientengruppen eignet sich die Femtosekundenlaser-gestützte Katarakt-Operation nur mit Einschränkungen, möglicherweise auch überhaupt nicht.
Bei Patienten mit nicht ausreichend erweiterbarer Pupille müssen zur Laserbehandlung mechanische Spreizer, sogenannte Irisretraktoren, im Auge angebracht werden. Diese zusätzliche Maßnahme erhöht das operative Risiko.
Eine Voraussetzung für einen erfolgreichen Einsatz des Lasers sind relativ klare optische Verhältnisse. Ausgeprägte Vernarbungen an der Hornhaut beispielsweise erschweren oder verhindern seine Anwendbarkeit.
Parkinsonpatienten müssen eventuell in Vollnarkose operiert werden. Ebenso erschwerend für eine Femtosekundenlaser-assistierte Operation des grauen Stars sind ausgeprägte Wirbelsäulenerkrankungen, die zu Versteifungen und damit zu einer schwierigen Lagerung des Patienten unter den Laser führen.
Zudem verlängert sich die Operationszeit durch die beiden Behandlungsschritte in unterschiedlichen Räumlichkeiten.
Die für den Patienten entstehenden Kosten sind deutlich höher als bei den herkömmlichen Eingriffen. Dies liegt zum einen am operativen Aufwand, zum anderen an den hohen Kosten für Anschaffung und Wartung des Lasers, sowie der Verbrauchsmaterialien. Da diese Operationstechnik noch keine Aufnahme in die Gebührenordnung gefunden hat, müssen gesetzlich versicherte Patienten bis zu einer entsprechenden Regelung mit erheblichen finanziellen Belastungen rechnen. Private Krankenversicherungen erstatten diese Zusatzkosten zurzeit noch sehr unterschiedlich.

## Technologie
Der erste klinische Anwendung eines Femtosekundenlasers bei der Katarakt-Chirurgie wurde von Zoltán Zsolt Nagy in Budapest, Ungarn im Jahre 2008 durchgeführt. Danach folgten Harvey Uy in Asien im Jahre 2009 und Steven Slade in den USA im Jahre 2010, sowie Michael Lawless in Australien im Jahre 2011. In Deutschland gilt Burkhard Dick als einer der ersten Ophthalmochirurgen, die den Femtosekundenlaser bei der Katarakt-Chirurgie einsetzten.
Momentan sind sechs verschiedene Femtosekundenlaser-Systeme auf dem Markt zugelassen. Die verschiedenen Systeme unterscheiden sich u. a. im Ansaugverfahren, der Bildgebung, der Software, der eingesetzten Energie, den Behandlungsmustern und der Mobilität. So ist das Interface – das Verbindungsstück zwischen dem Laser und der Oberfläche des Patientenauges, das bei vielen Systemen relativ starr ist – in manchen Systemen flüssigkeitsgefüllt, um beim Kontakt die Oberflächenkrümmung des Auges nicht zu ändern.